# 2523 Ryba
A 2523 Ryba (ideiglenes jelöléssel 1980 PV) a Naprendszer kisbolygóövében található aszteroida. Zdenka Vávrová fedezte fel 1980. augusztus 6-án.